# Friedrich Boßhammer

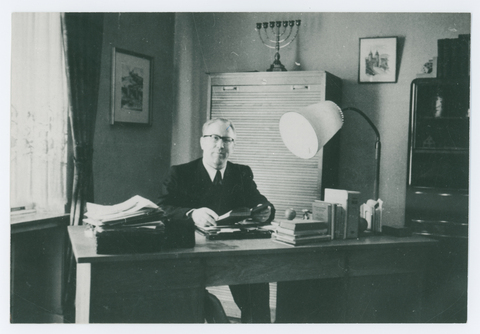
Friedrich Boßhammer (1944)

Friedrich Robert Boßhammer (* 20. Dezember 1906 in Opladen; † 17. Dezember 1972 in Berlin-Charlottenburg) war ein deutscher Jurist sowie SS-Sturmbannführer und als Judenreferent in Italien einer der engsten Mitarbeiter Adolf Eichmanns. Er beging Kriegsverbrechen, für die er nie zur Rechenschaft gezogen wurde.

## Schule, Ausbildung und Privatleben
Friedrich Boßhammer, zumeist Fritz genannt, wuchs als Sohn eines Maschinenschlossers und späteren technischen Reichsbahnobersekretärs zusammen mit zwei Schwestern in Opladen auf. Dort besuchte er die Volksschule und anschließend bis 1926 das Realgymnasium. Nach der Reifeprüfung studierte er an der Universität zu Köln, wo er seit 1927 der Kölner Burschenschaft Germania angehörte, und an der Ruprecht-Karls-Heidelberg Rechtswissenschaft und legte am Oberlandesgericht Düsseldorf 1931 die erste juristische Staatsprüfung mit einem „ausreichend“ und auf Wiederholung im August 1935 die zweite juristische Staatsprüfung mit der Note „Ausreichend“ ab. Im Jahre 1936 trat er aus der evangelischen Kirche aus und heiratete. Aus dieser 1949 geschiedenen Ehe gingen vier Kinder hervor. 1952 heiratete er Luise Göhlmann.

## Beruflicher und politischer Werdegang
Im April 1933 trat er in die SA und zum 1. Mai desselben Jahres in die NSDAP ein (Mitgliedsnummer 2.326.130); nach dem „Röhm-Putsch“ verließ er im September 1934 die SA wieder. Wegen seiner Examensergebnisse konnte er seine Absicht, als Richter tätig zu werden, nicht verwirklichen. Er trat der Hitlerjugend bei und war verstärkt in der NSDAP tätig, leitete Kinderlandverschickungen und Jugendfreizeiten. Am 1. Oktober 1937 trat er in die SS (Mitgliedsnummer 307.435) ein und wurde zunächst beim SD in Aachen angestellt. Seine Hauptaufgabe war hier die nachrichtendienstliche und offizielle Informationsbeschaffung. Das betraf die Bedarfsschwerpunkte öffentliche Verwaltung, Recht und Jugendarbeit. Die daraus zu erstellenden Berichte wurden an den SD-Oberabschnitt weitergeleitet. Im Oktober 1940 kam er als Gerichtsoffizier und Untersuchungsführer in den Stab des Inspekteurs der Sicherheitspolizei und des Sicherheitsdienstes (IdS) für Wiesbaden. Hier war sein Vorgesetzter SS-Standartenführer Max Thomas und später Humbert Achamer-Pifrader. Im Stab des Verantwortlichen Inspekteurs für den Wehrbezirk VI wurde Boßmann im März 1941 zum SS-Hauptsturmführer befördert. Ab Ende Oktober 1941 war er für die Geheime Staatspolizei in Kassel mit dem Arbeitsschwerpunkt „Judenangelegenheiten“ tätig. Im Januar 1942 wurde er zum Reichssicherheitshauptamt (RSHA) in Berlin ins Referat IV B 4 (Eichmannreferat) versetzt und erhielt am 9. November 1943 seine Beförderung zum SS-Sturmbannführer.
Boßhammer wurde 1940 in einem Personalbogen als straff, kameradschaftlich und soldatisch, mit besonderem Pflichtbewusstsein und überdurchschnittlicher Regsamkeit, energisch, mit überlegtem Urteil und überdurchschnittlich gefestigt in seiner Weltanschauung. beschrieben.

## Tätigkeiten im „Judenreferat“ (Referat IV B 4)
Boßhammer betreute als Sachbearbeiter im Eichmannreferat die Aufgabengebiete „Vorbereitung der Lösung der europäischen Judenfrage in politischer Hinsicht“ und „Gegenpropaganda gegen die verstärkte Greuelhetze der Feindstaaten über die Endlösung der europäischen Judenfrage“. Zeitweilig war er zwischen 1941/1942 für die Balkanregion direkt zuständig und erhielt von dort die gesamte Berichterstattung über den Stand der Erfassung und Deportation der dort lebenden Juden auf den Tisch. Am 28. August 1942 nahm er dazu an einer Beratung in den Räumlichkeiten des Referates IV B 4 teil, die unter Leitung von Eichmann stand und dort mehrere im Ausland eingesetzte Judenberater über den Stand der Deportationsvorbereitung berichteten. Hauptgegenstand war, sich ein Bild von der Lage in Rumänien zu verschaffen. Deshalb nahm auch der in Bukarest eingesetzte Polizei-Verbindungsführer Gustav Richter an der Besprechung teil. Am Abend wurde ein Film über die Vorgehensweise der Deportation in der Slowakei gezeigt. Im Mai 1943, einige Monate vor der deutschen Besetzung Italiens, erhielt er von Eichmann den Auftrag, über den Stand „Judenfrage“ in Italien zu berichten und sich diesbezüglich mit dem Auswärtigen Amt in Verbindung zu setzen. Ende Januar 1944 wurde er als Nachfolger Theodor Danneckers beim Befehlshaber der Sicherheitspolizei und des SD (BdS) in Verona abgeordnet, um als „Judenreferent“ die „Endlösung“ in Italien durchzuführen. Seinen Sitz hatte er in der Außenstelle des Sicherheitsdienstes und gehörte zum Büro des Polizeiattaches Herber Kappler. Er hatte in dieser Position besondere Eigenständigkeit und widersetzte sich konsequent der persönlich getroffenen Übereinkunft mit dem norditalienischen Marionettenstaat, keine Juden aus Mischehen festzunehmen oder zu deportieren. Die italienischen Behörden intervenierten in der Folgezeit laufend, aber erfolglos wegen einzelner Mischehenpartner. Auf seinen Befehl wurden bis September 1944 mehr als 6.000 italienische Juden in Rom verhaftet und über die Sammellager im KZ Fossoli und Risiera di San Sabba in Vernichtungslager deportiert. Weitere 1.300 Juden aus Turin und weitere kamen noch hinzu. Während Boßhammer die Deportationslisten der Juden verfasste, für den Abtransport verantwortlich zeichnete wurden jene für die Deportation der politischen Gefangenen von seinem Untergebenen, dem SS-Sturmbannführer Friedrich Kranebitter erstellt. Von diesen ersten Transporten in die Konzentrationslager, vor allem nach Auschwitz wurden 6.886 Juden ermordet.
Dafür verlieh Heinrich Himmler Boßhammer am 1. September 1944 das Kriegsverdienstkreuz II. Klasse mit Schwertern. Bereits Mitte 1944 war er zum Leiter des Außenkommandos der Sicherheitspolizei und des Sicherheitsdienstes in Padua ernannt worden und setzte hier mit der Verhaftung und Deportation der in seinem Machtbereich lebenden Juden fort. Das „Judenreferat“ im Reichssicherheitshauptamt war zu diesem Zeitpunkt im Wesentlichen aufgelöst. Bis zum Kriegsende wurden insgesamt etwa 7750 Juden aus Italien abtransportiert und der Mehrzahl von ihnen ermordet. Diese Tätigkeit übte er bis April 1944 aus.
Friedrich Boßhammer und sein Vorgänger Theodor Dannecker zählten unter den Judenreferenten neben Alois Brunner, Dieter Wisliceny und Franz Abromeit zu den Vertrauensleuten und engsten Mitarbeitern Eichmanns.

## Nach dem Krieg
Ende April 1945 setzte er sich mit falschen Papieren als Feldwebel „Max Fritz Müller“, das waren die Personalien eines seiner Vettern, nach Österreich ab und geriet in amerikanische Gefangenschaft, aus der er im August wieder entlassen wurde. Außer der Internierungshaft in Recklinghausen zwischen Januar 1947 bis April 1948 (die ihm in der Verurteilung als Mitläufer der Kategorie IV im Entnazifizierungsverfahren 1948 angerechnet wurde) lebte er unbehelligt in Westdeutschland und konnte seine Tätigkeit als „Judenreferent“ geheim halten. Im August 1952 wurde er sogar als Rechtsanwalt beim Amtsgericht und Landgericht in Wuppertal zugelassen. Um sich diesen Berufsweg zu sichern und einer gerichtlichen Verfolgung zu entgehen, hatte Boßhammer falsche eidesstattliche Versicherungen abgegeben und machte in Fragebögen wissentlich unwahre Angaben.
Nachdem 1963 in einer Liste mit Vorschlägen für das Kriegsverdienstkreuz der Name Boßhammer gefunden worden war, begann die Zentrale Stelle Ludwigsburg zu ermitteln. Die Staatsanwaltschaft Dortmund ermittelte weiter wegen der Deportationen aus Oberitalien, als deren Hauptverantwortlicher Boßhammer galt. Zugleich lief in Berlin ein Ermittlungsverfahren gegen Mitarbeiter des Reichssicherheitshauptamtes. Am 11. Januar 1968 wurde Boßhammer wegen des „Verdachts der Beihilfe zum Mord an mindestens 150.000 Juden“ festgenommen und kam in Untersuchungshaft; das Verfahren wegen seiner Tätigkeit in Oberitalien wurde damit verknüpft. Die Hauptverhandlung vor dem Landgericht Berlin begann am 16. November 1971 und beschränkte sich auf den Tatvorwurf, gemeinschaftlich eine unbestimmte Anzahl von italienischen Juden, mindestens 3336 Personen, ermordet zu haben.
Im gesamten Verlauf des Prozesses ließ der Angeklagte weder Unrechtsbewusstsein noch Reue oder Scham erkennen. Er stellte sich als ohnmächtiges Werkzeug innerhalb übermächtiger Befehlsstrukturen dar, ohne Kenntnis von den Morden und ohne eigene Motive oder gar Rassenhass. Die Anklage zeigte indes, dass Boßhammer ein ehrgeiziger Täter mit Entscheidungs- und Handlungsspielraum war. Am 11. April 1972 wurde Boßhammer zu lebenslanger Freiheitsstrafe verurteilt. Das Urteil wurde nicht rechtskräftig, da er Ende des gleichen Jahres verstarb.